# Тюркологический сборник
«Тюркологический сборник / Turcologica» — сборник научных  статей тюркологической тематики, периодическое издание, начатое Ленинградским отделением Института востоковедения и продолженное Институтом восточных рукописей РАН.
После сборника в честь 60-летия члена-корреспондента АН СССР, профессора, доктора филологических наук Андрея Николаевича Кононова вышло ещё 14 выпусков.

## Выпуски
Серийными считаются выпуски начиная с ТС 1970.
- Тюркологический сборник. [Вып. 1]. М.-Л., 1951.
- Тюркологический сборник. К шестидесятилетию академика А.Н. Кононова (1966) 276 с.
- Тюркологический сборник 1970 (1970) 288 с.
- Тюркологический сборник 1971. Сборник памяти В. В. Радлова (1972)
- Тюркологический сборник 1972 (1973)
- Тюркологический сборник 1973 (1975)
- Тюркологический сборник 1974 (1978)
- Тюркологический сборник 1975 (1978)
- Тюркологический сборник 1976. К семидесятилетию академика А.Н. Кононова (1978)
- Тюркологический сборник 1977 (1981)
- Тюркологический сборник 1978 (1984)
- Тюркологический сборник 1979: Османская империя: проблемы истории и источниковедения (1985)
- Turcologica 1986. К восьмидесятилетию академика А.Н. Кононова (1986)
- Тюркологический сборник 2001: Золотая Орда и её наследие (2002) 302 с. ISBN 5-02-018268-0
- Тюркологический сборник 2002: Россия и тюркский мир (2003) 416 с. ISBN 5-02-018376-8
- Тюркологический сборник 2003—2004: Тюркские народы в древности и средневековье (2005) 375 с. ISBN 5-02-018491-8
- Тюркологический сборник 2005: Тюркские народы России и Великой степи (2006) 382 с. ISBN 5-02-018515-9
- Тюркологический сборник 2006 (2007) 366 с. ISBN 978-5-02-018555-5
- Тюркологический сборник 2007—2008: История и культура тюркских народов России и сопредельных стран (2009) 423 с. ISBN 978-5-02-036394-6
- Тюркологический сборник 2009—2010: Тюркские народы Евразии в древности и средневековье (2011) 383 с. ISBN 978-5-02-036471-4
- Тюркологический сборник 2011—2012: Политическая и этнокультурная история тюркских народов и государств (2013) 432 с. ISBN 978-5-02-036547-6
- Тюркологический сборник 2013—2014